# Alejandro Franco
Alejandro Franco González (26 september 2001) is een Spaans wielrenner die als beroepsrenner twee seizoenen reed voor Burgos-BH.

## Carrière
In 2022 behaalde Franco meerdere overwinningen in het Spaanse amateurcircuit, waaronder de Subida a Urraki en de Santikutz Klasika. Na een vijfde plaats in het eindklassement van de Vredeskoers voor beloften mocht hij vanaf augustus stage lopen bij Burgos-BH. Tijdens die stageperiode nam hij namens de ploeg deel aan de Arctic Race of Norway. In 2023 werd Franco prof bij dezelfde ploeg waar hij al stage had gelopen. Zijn debuut in de World Tour maakte hij dat jaar in de Waalse Pijl, die hij niet uitreed. In juli van dat jaar werd hij negende in het eindklassement van de Troféu Joaquim Agostinho. In het jongerenklassement bleef enkel Afonso Eulálio hem voor.

## Resultaten in voornaamste wedstrijden
|      | \| Jaar \| Waalse Pijl \| \| ---- \| ----------- \| \| 2023 \| opgave \| |
| Jaar | Waalse Pijl                                                              |
| 2023 | opgave                                                                   |

## Ploegen
- 2022 –  Burgos-BH (stagiair vanaf 1 augustus)
- 2023 –  Burgos-BH
- 2024 –  Burgos-BH

Aparicio · Bol · Cabedo · Díaz (vanaf 3/6) · Domingues · Ezquerra · Fuentes · Langellotti · López-Cózar · Madrazo · Molenaar · Moreno · Muller · Navarro · Okamika · Orts · Pelegrí · Peñalver · Räim · Rubio · Sánchez · Fernández (stagiair) · Franco (stagiair) · Martin (stagiair)
Alleno · Álvarez · Angulo · Aparicio · Ardila (tot 23/8) · Barthe · Bol · Díaz · Ezquerra · Fagundez · M. Fernández · Franco · Fuentes · Langellotti · Madrazo · Mora (vanaf 9/5) · Navarro · Okamika · Orts · Pelegrí · Peñalver · Sánchez · Delgado (stagiair) · S. Fernandez (stagiair)
Alleno · Álvarez · Angulo · Aparicio · Bol · Bouglas · Chumil · Delgado · Díaz · Ezquerra · Fagundez · Fernandez · Franco · Fuentes · Gate · Jackson · Langellotti · Mora · Okamika · Pelegrí · Sainbayar · Vacek · Bennassar (stagiair) · Cabedo (stagiair) · Rey (stagiair)